# Toon Tellegen

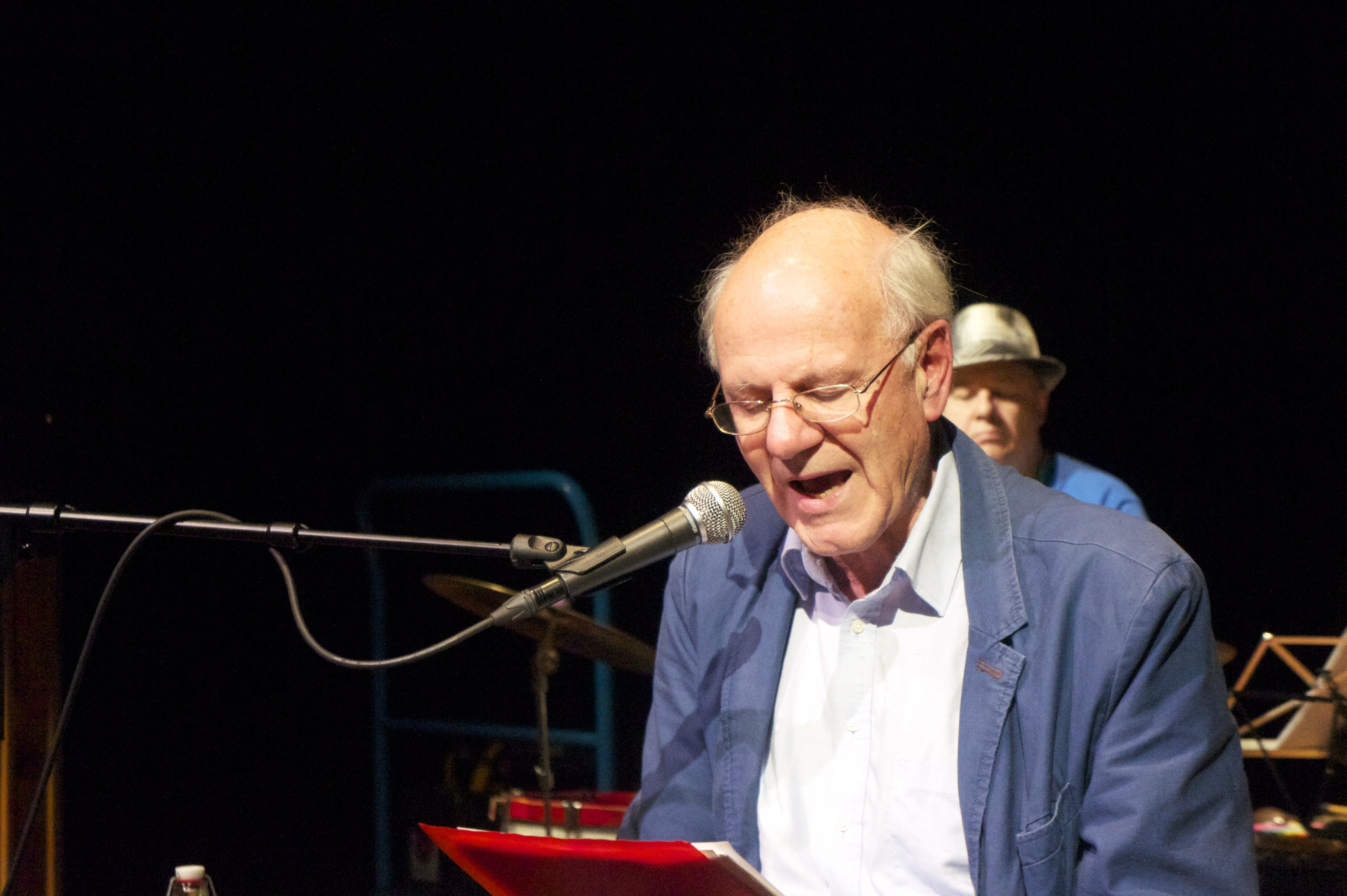
Toon Tellegen

Antonius Otto Hermannus „Toon“ Tellegen (* 18. November 1941 in Den Briel) ist ein niederländischer Kinderbuchautor.

## Leben
Tellegen studierte Medizin in Utrecht. Er arbeitete zuerst mehrere Jahre als Arzt in Kenia, ließ sich dann in Amsterdam nieder. Er wurde zunächst mit seinen Gedichten bekannt, heute ist er einer der bekanntesten Autoren der Niederlande.
Im Jahr 1997 erhielt er den mit 60'000 Euro dotierten Theo Thijssenprijs.

## Werke
- Josefs Vater, mit Illustrationen von Rotraut Susanne Berner. Hanser Verlag 1994, ISBN 978-3446177949
- Richtig dicke Freunde, mit Illustrationen von Wiebke Oeser. Hanser Verlag 1999, ISBN 978-3446196339
- Briefe vom Eichhorn an die Ameise, mit Illustrationen von Axel Scheffler. Hanser Verlag 2001, ISBN 978-3446199675
- Eichhorn und Ameise feiern Geburtstag, mit Illustrationen von Kitty Crowther. Verlag Sauerländer 2003, ISBN 978-3794160143
- Doktor Deter, mit Illustrationen von Gerda Dendooven. Niederösterreichisches Pressehaus 2003, ISBN 978-3853262689
- Pikko, die Hexe, mit Illustrationen von Marit Törnqvist. Verlag Sauerländer 2006, ISBN 978-3794151394
- Der Murr, mit Illustrationen von Verena Ballhaus. Verlag Sauerländer 2006, ISBN 978-3794160532
- Morgen gibt's ein Fest, mit Illustrationen von Ingrid Godon. Verlag Sauerländer 2006, ISBN 978-3794160532
- Ich wünschte, mit Illustrationen von Ingrid Godon. mixtvision Verlag 2012, ISBN 978-3-939435549.
- Man wird doch wohl mal wütend werden dürfen, mit Illustrationen von Marc Boutavant. Hanser Verlag 2015, ISBN 978-3446246775
- Ich denke, mit Illustrationen von Ingrid Godon. mixtvision Verlag 2015, ISBN 978-3958540309
- Ein Garten für den Wal, mit Bildern von Annemarie van Haeringen. Gerstenberg Verlag 2016, ISBN 978-3-8369-5901-8
- Die Sehnsucht des Igels, mit Illustrationen von Joris Bas Backer. Kanon Verlag 2024, ISBN 978-3-98568-118-1

## Auszeichnungen
- Gouden Griffel
  - 1988 für Toen niemand iets te doen had
  - 1994 für Bijna iedereen kon omvallen
- Die besten 7 Juli 2006 für Pikko, die Hexe
- Buch des Monats des Instituts für Jugendliteratur 06/1999 für Richtig dicke Freunde
- Zilveren Griffel
  - 1990 für Langzaam, zo snel zij konden
  - 1994 für Jannes
  - 1997 für Teunis
  - 1999 für De verjaardag van alle anderen
- Österreichischer Staatspreis für Kinder- und Jugendliteratur 2004 für Doktor Deter